# Movies!
Movies! ist ein amerikanischer Fernsehsender, der seit dem 27. Mai 2013 im Besitz von Weigel Broadcasting und Fox Television Stations ist. Es sendet hauptsächlich Filme sowie einige Kinderprogramme.

## Geschichte
2008 eröffnete Weigel Broadcasting den Sender This TV und verkaufte im November 2013 seine Anteile an Tribune Broadcasting. Im Januar 2013 ging Weigel mit Fox TV-Stations ein Joint-Venture ein, um Movies! zu gründen.
Movies! wird von Fox auf dem Unterkanal von fünf Stationen und elf MyNetworkTV-Stationen von Fox sowie von Weigel Broadcasting auf zwei Stationen ausgestrahlt.
Im Gegensatz zu This TV, der sein Programm im 4:3-Format ausstrahlt, sendet Movies! Filme im Seitenformat 16:9 je nach Vorgabe der Hauptstation im Standard- oder HDTV-Format. Liegt der Film nicht im 16:9-Format nicht vor, werden die Filme mit einer Letter- oder Pillarbox ausgestrahlt.
Gewalt- und Nacktszenen sowie vulgäre Sprache werden aus den Filmen entfernt. Pro Stunde werden 12 Minuten Werbung gesendet. Allerdings wird keine Szene entfernt, um ein vorgegebenes Zeitfenster einzuhalten oder zusätzlich Werbung einblenden zu können. Die Startzeiten der Filme werden auf 5 Minuten gerundet. Ein Hauptfilm wird täglich um 20 Uhr gezeigt.

## Affiliates
1. New York: WNYW
2. Los Angeles: KCOP-TV
3. Chicago: WPWR-TV
4. Philadelphia: WTXF-TV
5. Dallas: KDFI
6. San Francisco: KTVU
7. Washington, D.C.: WDCA
8. Boston: (keine)
9. Atlanta: WAGA-TV
10. Houston: KTXH
11. Tampa: WTVT
12. Phoenix (Arizona): KUTP
13. Detroit: WJBK
14. Seattle: KVOS-TV
15. Minneapolis: WFTC

98. Burlington (Vermont) : WCAX-TV (Ab dem 30. April 2015)

## Kanada
Dieser Kanal ist nicht für die Kabelverteilung in Kanada lizenziert. Nur drei Tochtergesellschaften befinden sich in der Nähe der Grenze: WCAX-TV Burlington (Vermont) nahe dem Montreal-Markt, KVOS-TV Seattle, das auch den Vancouver und Victoria-Markt bedient, sowie WJBK Detroit, nahe Windsor, Ontario.